# Brieštie
Brieštie (allemand : Bries, hongrois : Berestyénfalva) est un village de Slovaquie situé dans la région de Žilina.

## Histoire
La première mention écrite du village date de 1392.

## Démographie

### Évolution de la population
| Année:               | 1994. | 2004.    | 2014.    | 2024.   |
| -------------------- | ----- | -------- | -------- | ------- |
| Nombre de personnes: | 183   | 159      | 138      | 128     |
| Différence:          |       | -13,11 % | -13,20 % | -7,24 % |

| Année:               | 2023. | 2024.   |
| -------------------- | ----- | ------- |
| Nombre de personnes: | 133   | 128     |
| Différence:          |       | -3,75 % |